# Lady Jane (singolo)
Lady Jane è un brano musicale dei Rolling Stones, scritto da Mick Jagger e Keith Richards. La traccia uscì come singolo negli Stati Uniti il 2 luglio 1966 come lato B di Mother's Little Helper ed è inserita nell'album Aftermath del 1966.

## Il brano
La canzone ci trasporta in un'atmosfera elisabettiana grazie all'uso di strumenti inconsueti quali il dulcimer suonato da Brian Jones e al testo che pare riferirsi a Jane Seymour, moglie di Enrico VIII. Potrebbe però anche riferirsi a Lady Jane Grey, erede indicata del trono di Inghilterra da Edoardo VI, imprigionata e fatta decapitare da Mary Tudor (Maria la sanguinaria) nel 1554. Per molti fan dei Rolling Stones è uno dei capolavori dell'album, e dell'intera produzione del primo periodo degli Stones.
Benché Aftermath abbia tracce differenti nelle versioni americana ed europea, Lady Jane compare come terza traccia del lato 1 in entrambe le versioni.
La versione registrata in studio non contiene il suono della batteria o percussioni di altro genere. Tuttavia, le versioni dal vivo dell'epoca hanno anche la parte di batteria inclusa.

### Composizione
La canzone venne composta in un periodo di cruciale importanza nella carriera discografica dei Rolling Stones, che vide emergere Jagger e Richards come compositori a tutti gli effetti. Nell'album precedente della band, Out of Our Heads,  il duo aveva scritto solo tre brani su dodici. Nel successivo Aftermath, invece, scrissero insieme tutte le canzoni incluse sul disco, rendendolo il primo album del gruppo a contenere solo brani originali e nessuna cover. Fu sempre nello stesso periodo che Brian Jones, nonostante stesse perdendo il ruolo di leader della band, cominciò le sue sperimentazioni con strumenti insoliti nel pop occidentale introducendoli nel repertorio degli Stones. Joe S. Harrington fece notare che il clavicembalo presente nel brano dei Beatles In My Life, del 1965, ispirò a Jones l'idea di introdurre nella musica pop rock della strumentazione barocca.

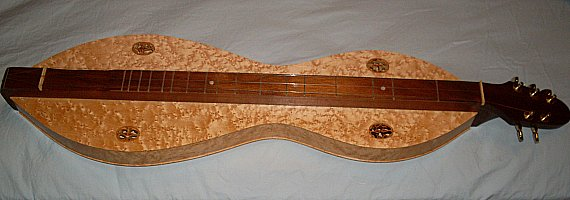
Il dulcimer, uno dei vari strumenti introdotti da Brian Jones nel "sound" degli Stones durante le sessioni di Aftermath, fu utilizzato in Lady Jane.

Il testo di Lady Jane venne scritto da Jagger all'inizio del 1966 dopo la lettura dell'allora scandaloso romanzo L'amante di Lady Chatterley, che utilizza il termine "Lady Jane" come metafora per riferirsi all'organo genitale femminile. Secondo lo stesso Jagger, "i nomi [nella canzone] sono storici, ma fu una cosa inconscia che risalissero tutti alla stessa epoca". Ai tempi, era ampiamente diffusa l'opinione che la "Lady Jane" del titolo fosse Jane Ormsby-Gore, figlia di David Ormsby-Gore, ex ambasciatore britannico a Washington, che in seguito sposò Michael Rainey, fondatore della boutique "Hung on You" a Chelsea, Londra; all'epoca frequentata dai membri degli Stones. Lo sviluppo creativo più influente nell'arrangiamento del brano fu di Jones, non più la principale forza creativa nella band, ma alla ricerca costante di metodi per migliorare le trame musicali dei Rolling Stones. Egli mostrò interesse nell'incorporare strumenti provenienti da culture diverse nella musica della band, sperimentando con sitar, koto, marimba, e strumenti elettronici. In particolare, il dulcimer presente in Lady Jane, fu ispirato a Jones dall'ascolto nel marzo 1966 delle registrazioni di Richard Fariña. Il risultato di questa ispirazione si manifestò in Aftermath, album nel quale Jones suona il dulcimer in due tracce, I Am Waiting e Lady Jane.

### Registrazione
Il nastro master di Lady Jane fu registrato dal 6 al 9 marzo 1966, presso gli RCA Studios di Los Angeles, con l'ingegnere del suono Dave Hassinger in veste di produttore (nonostante Andrew Loog Oldham sia stato accreditato come produttore ufficiale delle sessioni). Mark Brend ha indicato che l'influenza del dulcimer di Fariña è chiaramente riscontrabile – soprattutto nella contro-melodia ricorrente di Jones a chiamata e risposta con la voce di Jagger. Jones suona lo strumento nello stile tradizionale, tenendolo sulle ginocchia e pizzicandolo con una penna. In aggiunta al motivo del dulcimer, Lady Jane è inoltre impreziosita dal clavicembalo suonato da Jack Nitzsche come accompagnamento. Lady Jane mostra anche l'influenza stilistica dello scrittore Geoffrey Chaucer, in particolare nel cantato di Jagger relativamente alla dizione e alla scansione delle parole. Per Richards: «Lady Jane è molto elisabettiana. Ci sono pochi posti in Inghilterra dove la gente parla ancora in quel modo; utilizzando l'inglese di Chaucer».

### Esecuzioni dal vivo
La canzone venne suonata dal vivo durante i tour del 1966 e 1967. Gli Stones eseguirono il brano anche nel corso della loro quarta partecipazione allo show televisivo Ed Sullivan Show. Sin dalla morte di Brian Jones avvenuta nel 1969, i Rolling Stones non hanno più suonato dal vivo Lady Jane fino al secondo concerto del tour celebrativo del cinquantennale "50 & Counting Tour", il 29 novembre 2012 alla O2 Arena di Londra.

## Formazione
The Rolling Stones
- Mick Jagger - voce
- Keith Richards - chitarra acustica
- Brian Jones - dulcimer
- Bill Wyman - basso
- Charlie Watts - Glockenspiel

Musicisti aggiuntivi
- Jack Nitzsche - clavicembalo

## Curiosità
- Nell'album di Neil Young, Tonight's the Night del 1975, la melodia di Lady Jane viene dichiaratamente usata per la canzone intitolata Borrowed Tune (mentre il testo è scritto dal cantante).

## Cover e citazioni
- Il complesso italiano New Dada ha inciso nel 1967 una cover della canzone.
- Il pianista Ludovico Einaudi ha fatto una cover di questa ballata nel suo album, La Scala: Concert 03.03.03.[11]
- Brano dei più famosi in Italia tra quelli dei Rolling Stones, Lady Jane viene citata nella canzone di Franco Migliacci e Mauro Lusini, portata al successo da Gianni Morandi, C'era un ragazzo che come me amava i Beatles e i Rolling Stones insieme a Help!, Ticket to Ride, e Yesterday dei Beatles.